# Бочна
Бочна (словен. Bočna) — поселення в общині Горній Град, Савинський регіон, Словенія. Висота над рівнем моря: 421,7 м. 

## Географія
На північному сході від поселення земля пагорбиста, на південному заході гірська. Найвища точка в районі 1429 метрів, знаходиться за 3,1 кілометрів на південний захід від поселення. Територія навколо поселення майже повністю покрита змішаними лісами. Найближче велике місто — Камник, за 19,9 кілометрів на захід від поселення.

## Населення
За переписом 2011 року Бочна мала 621 жителя. На 1 км² приблизно 62 осіб.

## Клімат
Середня температура 9°С. Найтепліший місяць — липень 20°C, а найхолодніший — грудень -4°C.  Середня кількість опадів — 1 979 міліметрів на рік. Найвологіший місяць — листопад 272 міліметри, а найсухіший березень — 100 міліметрів. 

## Історія
До територіальної перебудови в Словенії поселення входило до старого муніципалітету Мозирє.

### Церква

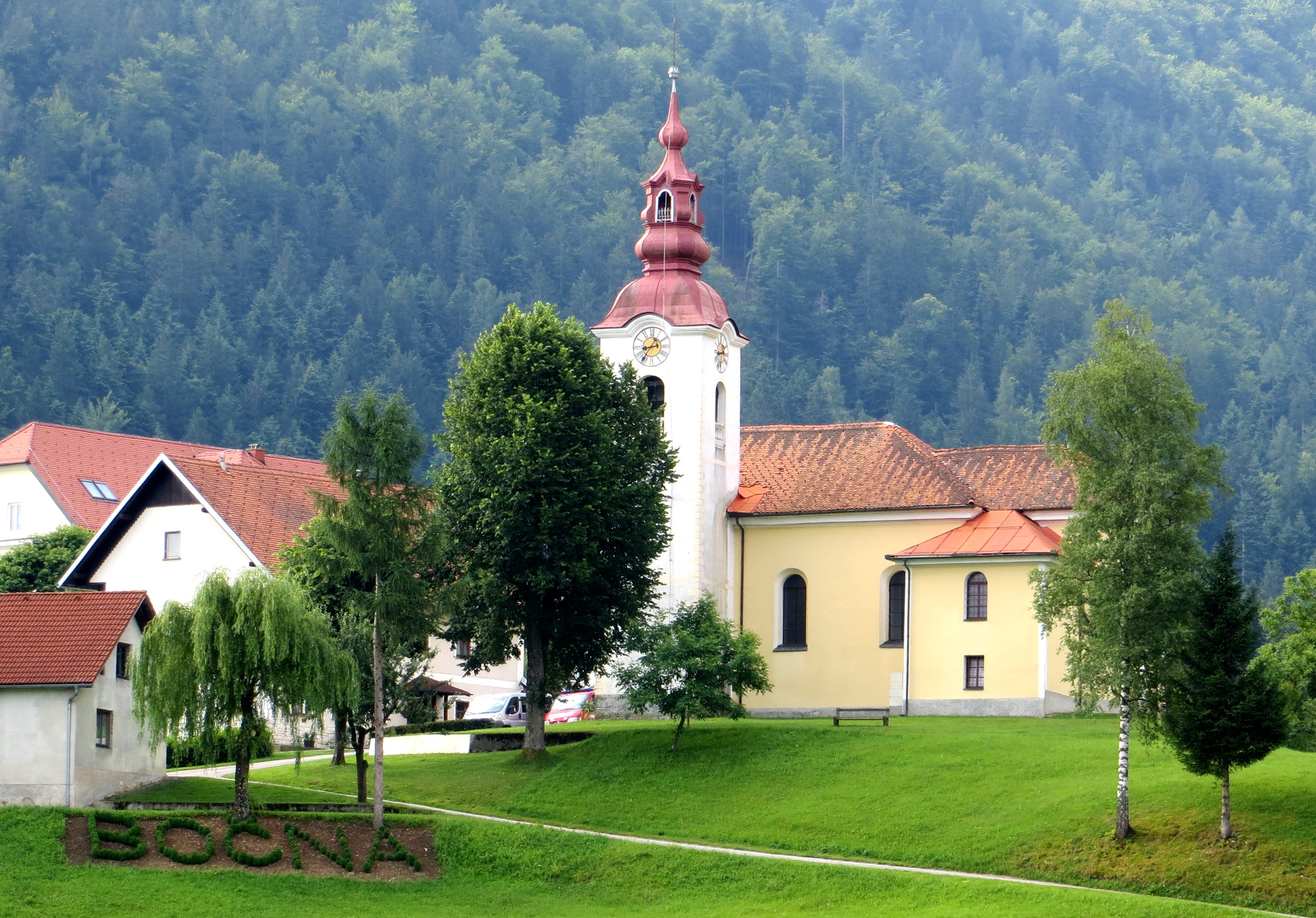
Церква Святого Петра

У поселенні знаходиться Парафіяльна церква присвячена Святому Петру. Церква належить до Римо-католицької єпархії Целле. Вперше вона згадується в письмових документах у 1426 році. В середині 19 століття церква була перебудована. 

### Назва
Перша згадка про поселення у 1231 році під назвою Vöcen. У 1247 році як Vözzen і у 1361 як Vössen. Назва, ймовірно, походить від слов'янського Bočьna ''Село з боку''.

## Відомі уродженці
- Йосип Томіншек (1872–1954) лінгвіст і слов'янський вчений

## Галерея
|             |
| Хутір Кропа |

|             |
| Хутір Чепле |

|                          |
| Історична листівка Бочна |